# كاندز
كاندز (بالإنجليزية: Candies)‏ عبارة عن ثلاثي آيدول ياباني تم تشكيله في عام 1973، وأول أغنية فردية له كانت "Anata ni Muchū" ("Crazy For You"). وتألفت الحلوى من ثلاث فتيات: Ran (Ran Itō) (Ito Ran ، Itō Ran))، سو (سو، سو) (يوشيكو تاناكا (تاناكا يوشيكو))، ميكي (ميكي) (ميكي فوجيمورا (فوجيمورا ميكي). من مؤلفي الأغاني ميتشيو ياماغامي، كيتشي موريتا، يوسوكي هوغوشي، وكازويا سينكا. كانت المجموعة تحظى بشعبية بين الشباب الياباني.

## تاريخ
كان لدى The Candies ثماني أغنيات من أفضل 10 أغانٍ: «Toshishita no Otokonoko (الصبي الأصغر،» The Younger Boy ")،" Haru Ichiban «(نسيم الربيع الأول»)، "Natsu ga Kita!" Came! "Summer Has Come!")، "Yasashii Akuma" (Yasashii Akuma ، "My Sweet Devil")، "Shochū Omimai Mōshiagemasu" (آسف للصيف، "Midsummer's Greetings")، "Un ، Deux ، Trois" (An Du Torowa)، "Wana" (Wana ، "The Trap")، و "Hohoemi Gaeshi" (Smile ، "Return of a Smile") كانوا يمثلون فرقة آيدول لليابان في السبعينيات مع Pink Lady.

## وصلات خارجية
- الموقع الرسمي (يابانية)